# Hilde Zaloscer
Hilde (Hildegard) Zaloscer (Zaloszer) (15. června 1903 Tuzla – 20. prosince 1999 Vídeň) byla rakouská egyptoložka, spisovatelka a esejistka, přední světová odbornice na koptské dějiny a umění.

## Život
Hilde Zaloscer se narodila jako nejstarší dcera židovského právníka a státního úředníka působícího v bosenské Banja Luce. Její otec Jacob byl přesvědčeným monarchistou a proto po rozpadu rakouského mocnářství musela rodina uprchnout do Rakouska. Ve Vídni Hilde dokončila středoškolské vzdělání a vystudovala dějiny umění a prehistorii na universitě.
Od roku 1927 byla vydavatelkou časopisu Belvedere a vyučovala na Wiener Volkshochschule. V té době si také začala dopisovat s Thomasem Mannem, který pracoval na románě Josef a jeho bratří.
Kvůli sílícímu antisemitismu emigrovala v roce 1936 do Egypta.
 Její pokusy pokračovat ve vědecké práci ve Vídni byly po válce, podobně jako u většiny re-emigrantů, neúspěšné. (O tom lze nalézt četná svědectví ve sborníku Friedricha Stadlera Vyhnaný rozum).
Na universitě v Alexandrii působila jako profesorka dějin umění v letech 1946–1968. Po šestidenní válce s Izraelem byla jako Židovka z Egypta vypovězena, přestože měla egyptské občanství. Po dočasném pobytu ve Vídni, kdy se opakovala zkušenost z doby bezprostředně po válce, přednášela v letech 1969–1972 dva roky na Carleton University v kanadské Ottawě. Potřetí se vrací do Rakouska v 71 letech roku 1974. V letech 1975–1978 dostala poprvé možnost učit na vídeňské universitě (dějiny umění). V následujících letech se věnovala především modernímu umění.
Na pozvání z USA byla od roku 1987 spoluvydavatelkou Encyclopedia Coptica. V anglofonním i frankofonním světě byla respektována, v německy mluvících zemích prakticky ignorována. To ovšem jejím tamním odborným kolegům nikterak nebránilo přisvojovat si výsledky její práce. Hilde Zaloscer to brala s humorem a ironicky o tom mluvila jako o "menším zlu".

## Publikace
(výběr)
- Die frühmittelalterliche Dreistreifornamentik der Mittelmeerrandgebiete mit besonderer Berücksichtigung der Denkmäler am Balkan, Wien 1926
- Quelques considérations sur les rapports entre l’art copte et les Indes, Káhira 1947
- Une Collection de pierres sculptees au Musee Copte du Vieux-Caire: Collection Abbas el-Arabi, Káhira 1948
- Le "Doctor Faustus" de Thomas Mann et ses modèles, 1953
- De la composition musicale dans les oeuvres littéraires, 1953
- Survivance et migration, 1954
- La Femme au voile dans l’iconographie copte, 1955
- Die Antithetik im Werke Thomas Manns, 1959
- Porträts aus dem Wüstensand, Wien 1961
- Ägyptische Wirkereien, Bern 1962
- Vom Mumienbildnis zur Ikone, Wien–München 1972
- Die Kunst im christlichen Ägypten, Wien–München 1974
- Der Schrei. Signum einer Epoche: Das expressionistische Jahrhundert, Wien 1984
- Eine Heimkehr gibt es nicht, Wien 1984
- Zur Genese der koptischen Kunst. Ikonographische Beiträge, Wien 1991
- Ägyptische Textilkunst, 1993
- Visuelle Beschwörung, autonomes Kunstwerk, Ideograph. Versuch einer Begriffserklärung, Wien 1997
- Zu ägyptischen Totenmasken, 1999
- Das dreimalige Exil, Wien 2004
- Kunstgeschichte und Nationalsozialismus, 2004